# Sommerstein (Waltershausen)
Die Burg Sommerstein, allgemein Sommerstein genannt, ist eine abgegangene Niederungsburg am südlichen Rand des Ortsteils Winterstein der Stadt Waltershausen im Landkreis Gotha in Thüringen.
Die Burganlage lag am Anfang einer Altstraße, die zur Grenzwiese am „Kleinen Inselsberg“ führte und von da in das Werratal um Schmalkalden und Breitungen führte. Der Burgstall lässt noch den Wallgraben erkennen und ist heute ein Bodendenkmal.
Mit „Sommer“ und „Winter“ wurden im Mittelalter auch die Himmelsrichtungen angegeben, daher verweist der Name Sommerstein auf die am Südrand des Tales (und Ortes) gelegene Befestigungsanlage, im Gegensatz zum Winterstein am Nordrand der historischen Ortslage.